# Barbarita Nieves
Barbarita Nieves   (1803 - Maracay, 14 de desembre de 1847), nom amb que és coneguda Bárbara Blanco y Nieves, fou una artista i mecenes veneçolana.
Filla de María Rosario Nieves, es desconeix el seu lloc exacte de naixement, hom afirma que era originària de Choroní o de San José de Tiznados, encara que tradicionalment s'havia cregut que era natural de València de Veneçuela. Era una persona benestant, atès que era propietària d'una notable explotació ramadera a Laguna de Piedra, a San José de Tiznados. El 1818 o el 1821, segons un autor o altre, va conèixer a València el general José Antonio Páez, el qual es va separar de la esposa Dominga Ortiz i va esdevenir company sentimental de Nieves.
Durant més de 25 anys, Nieves i Páez van viure entre València de Veneçuela, Maracay i Caracas. La parella va tenir tres fills: Sabás Antonio, Úrsula i Juana de Dios. A Caracas va embellir notablement La Viñeta, casa de la qual n'era propietària, la qual es va convertir el 1846 en el centre de la política veneçolana i on s'hi realitzaven festes luxoses i es reunia l'elit de la capital. El diplomàtic britànic Robert Ker Porter era assidu visitant de La Viñeta; en el seu diari parla de les reunions que oferien en aquesta casa: plenes de música, en les quals les seves filles ballaven davant dels convidats. Porter descriu l'amfitriona com una dona trigueña, amb bells ulls i cabells de color d'atzabeja i una ànima bondadosa.
Nieves va aportar el vessant cultural a la vida del cabdill veneçolà per les seves inclinacions artístiques; va impulsar-lo a aprendre altres idiomes, a més de donar suport al teatre i a la pintura. Segons José Antonio Calcaño ella va ser un dels motius perquè Páez va mostrar interès per Lamartine, Rousseau i Cervantes.
| «                         | Ella farà brollar melodies al piano que li obsequia Páez, mentre ell cantarà el tros d'alguna òpera; d'aquests llavis sentiria la lectura de la vida dels grans protagonistes de la història de l'art, de la política, de la literatura... | » |
| — Antonio Arellano Moreno | |   |

Nieves va emmalaltir i va morir a Maracay el 14 de desembre de 1847. La malaltia va arribar en un moment crític per a Páez, qui ja es trobava distanciat de José Tadeo Monagas i es disposava a enfrontar-se a ell. La seva mort va afectar molt, que es referirà al «buit que ha deixat a la meva casa la seva eterna absència», en una carta al seu amic Carlos Arvelo, encara que ben aviat, perseguit pel seu error polític d'abandonar la seva esposa, va decidir tornar amb Dominga Ortiz el 1848.